# Констанция Свидницкая
Констанция Свидницкая (англ. Constance of Świdnica, пол. Konstancja Swidnicka; 1309/1313 — 21 ноября 1363) — польская принцесса из Силезской линии династии Пястов, жена князя Глогувского Пшемысла (1300/1308 — 11 января 1331), владетельная княгиня половины Глогувского княжества в 1360-1361 годах.

## Биография
Констанция была старшей дочерью князя Бернарда Свидницкого (1288/1291 — 1326) и Кунигунды (ок. 1295—1331/1333), дочери короля Польши Владислава I Локотека. В 1326 году она вышла замуж за Глогувского князя Пшемысла. Этот союз обеспечил Пшемыслу поддержку могущественного деда Констанции, короля Владислава I Локотека. 
После пяти лет бездетного брака Пшемысл внезапно умер 11 января 1331 года, предположительно отравленный собственными вассалами. Трое оставшихся в живых братьев покойного князя поделили между собой его земли. Констанция по завещанию мужа получила город Глогув. Вскоре после этого она поступила в монастырь клариссинок в Стары-Сонче и стала его настоятельницей.
В сентябре 1331 года король Чехии Иоганн Люксембургский вторгся в Силезию и в октябре захватил город Глогув. Констанция была вынуждена укрыться при дворе своих дедушки и бабушки, польских короля и королевы, а Ян Сцинавский, один из братьев князя Пшемыслава, был вынужден продать свои права на половину княжества чешскому королю за 2000 гривен. После потери земель Констанция практически осталась без финансовой поддержки, но вскоре ее положение изменилось: сначала она стала получать арендную плату за утерянные земли, а затем в 1336 году ее бабушка королева Ядвига обосновалась в Стары-Сонче и приняла постриг. Вдовствующая королева явно благоволила к внучке и всячески ее поддерживала.
Спустя почти тридцать лет, в 1360 году, благодаря усилиям ее брата Болеслава II Малого чешский король Карл признал право Констанции на Глогувское княжество как вдовы Пшемыслава. Она получила половину Глогува в качестве вдовьего удела (другая половина уже была отдана князю Жаганьскому Генриху V Железному в 1349 году). Констанция правила в своей половине княжества только один год: в 1361 году она отказалась от своих земель в пользу Болеслава II Малого.
Констанция умерла 21 ноября 1363 года и была похоронена в монастыре клариссинок в Стары-Сонче. Глогувское княжество оставалось разделенным еще почти 150 лет, прежде чем было объединено в 1480 году под властью князя Яна II Безумного.